# بلانغبيدي
بلانغبيدي (بالإنجليزية: Blangpidie)‏ هي district of Indonesia تقع في إندونيسيا في آتشيه.